# Polanisia dodecandra
Espèce
Classification APG III (2009)
Polanisia dodecandra est une espèce de plantes à fleurs de la famille des Capparaceae selon la classification Cronquist, des Cleomaceae selon la classification phylogénétique. Elle est originaire des États-Unis et du nord du Mexique.

## Description morphologique

### Appareil végétatif
Cette plante de 10 à 80 cm de hauteur, au tiges ramifiées, possède une odeur forte. Elle est couverte de poils courts et collants. Les feuilles, composées palmées, mesurent entre 1,5 et 4 cm de long, et possèdent trois folioles lancéolés.

### Appareil reproducteur
La floraison a lieu entre mai et octobre.
L'inflorescence est une grappe de fleurs de couleur blanche ou crème. Chaque fleur possède 4 pétales de 6 à 20 mm de longueur, très étroits à leur base, ont l'extrémité entaillée d'une encoche. Les étamines, roses ou violacées, sont de longueur inégale (entre 6 et 20 mm), et dépasse largement de la corolle.
Le fruit est une capsule de 2 à 7,5 cm de long, grossièrement cylindrique, et tenue en position érigée.

## Répartition et habitat
Cette plante pousse sur les pentes et plaines arides ou désertiques, parfois au sein de l'association végétale Pinus-Juniperus.
Son aire de répartition couvre le centre et l'ouest des États-Unis et le nord du Mexique. Elle s'étend, au nord, de l'Oregon au Minnesota et vers le sud, jusqu'en Californie, en Arizona, au Texas et dans le nord du Mexique.